# San Pedro (San Pedro y Miquelón)
San Pedro (en francés Saint-Pierre) es una comuna francesa y puerto de San Pedro y Miquelón, y la ciudad más importante de toda la colectividad territorial. 

## Geografía
Se ubica en la isla de San Pedro en el golfo de San Lorenzo, cerca de la costa este de Canadá. Se localiza entre los 46°46′40″ N y 56°10'40" W.

## Demografía
| 4 565 | 5 232 | 5 415 | 5 580 | 5 618 | 5 509 | 5 415 |
| Para los censos de 1962 a 1999 la población legal corresponde a la población sin duplicidades (Fuente: INSEE [Consultar]) |       |       |       |       |       |       |